# Бангладеш на летних Олимпийских играх 1988
Сборная Бангладеш принимала участие в Летних Олимпийских играх 1988 года в Сеуле (Корея) во второй раз за свою историю, но не завоевала ни одной медали.

## Состав сборной
Страну представляли шестеро мужчин, которые выступали в соревнованиях по плаванию и лёгкой атлетике.
Самым молодым участником сборной был легкоатлет Шахануддин Чоудхури (21 год), самым старшим — пловец Салам Мохамед Абдул Салам (29 лет).

## Результаты

### Лёгкая атлетика
Мужчины
| Спортсмен                                                                     | Соревнование          | Отборочный | Отборочный | Полуфинал      | Полуфинал      | Финал          | Финал          |
| Спортсмен                                                                     | Соревнование          | Время      | Position   | Время          | Position       | Время          | Position       |
| ----------------------------------------------------------------------------- | --------------------- | ---------- | ---------- | -------------- | -------------- | -------------- | -------------- |
| Мохамуд Хусейн Мильджар                                                       | Бег на 400 метров     | 48.76      | 58         | не участвовал  | не участвовал  | не участвовал  | не участвовал  |
| Мохамуд Хусейн Мильджар                                                       | Бег на 800 метров     | 1:51.16    | 49         | не участвовал  | не участвовал  | не участвовал  | не участвовал  |
| Мохамед Шах Алам                                                              | Бег на 200 метров     | 22.52      | 65         | не участвовал  | не участвовал  | не участвовал  | не участвовал  |
| Мохамуд Шах Джалаль                                                           | Бег на 100 метров     | 10.94      | 79         | не участвовал  | не участвовал  | не участвовал  | не участвовал  |
| Мохамуд Шах Алам Шахануд Чоудхури Мохамуд Хусейн Мильджар Мохамуд Шах Джалаль | Эстафета 4х100 метров | 41.78      | 25         | не участвовали | не участвовали | не участвовали | не участвовали |

| Спортсмен        | Соревнование   | Квалификация | Квалификация | Финал         | Финал         |
| Спортсмен        | Соревнование   | Результат, м | Место        | Результат     | Место         |
| ---------------- | -------------- | ------------ | ------------ | ------------- | ------------- |
| Шахануд Чоудхури | Прыжки в длину | X            | 34           | не участвовал | не участвовал |

### Плавание
Мужчины
| Athlete               | Соревнование           | Отборочный | Отборочный | Полуфинал     | Полуфинал     | Финал         | Финал         |
| Athlete               | Соревнование           | Время      | Место      | Время         | Место         | Время         | Место         |
| --------------------- | ---------------------- | ---------- | ---------- | ------------- | ------------- | ------------- | ------------- |
| Мохамед Балзур Рахман | 100 метров брассом     | 1:14.97    | 58         | не участвовал | не участвовал | не участвовал | не участвовал |
| Мохамед Абдул Салам   | 100 метров баттерфляем | 1:03.69    | 48         | не участвовал | не участвовал | не участвовал | не участвовал |